# 袁熙坤

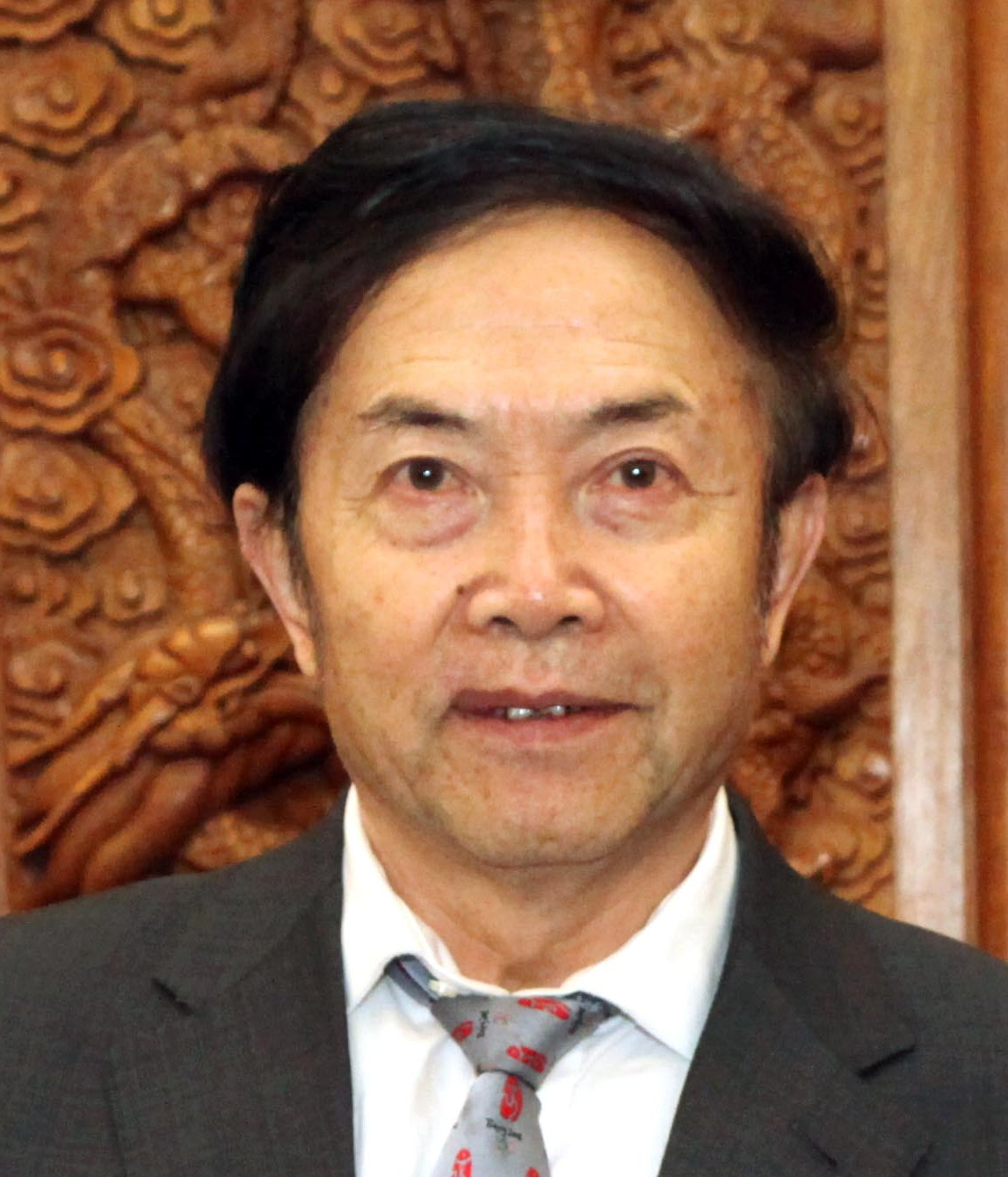
袁熙坤，摄于2013年11月18日

袁熙坤（1944年6月—），男，汉族，祖籍贵州普定，生于云南昆明，中华人民共和国画家、雕塑家。

## 生平
袁熙坤是画家袁晓岑之子。1960年代，袁熙坤曾在云南艺术学院学习。后来，他曾担任中国大百科全书出版社美术编辑，中国画研究院画家。
1990年8月，袁熙坤当选中华全国青年联合会第七届常委。此后，他历任中华人民共和国文化部美术高级职称评审委员、中国收藏家协会副会长兼鉴定中心主任、云南艺术学院名誉院长、中国艺术发展总公司艺术顾问、中国雕塑学会顾问、中国建设文化艺术协会环境艺术专业委员会总顾问、中国艺术研究院研究生院客座教授。2005年当选2008奥运景观雕塑方案征集大赛组委会主任。
袁熙坤是第八届、九届、十届全国政协委员，第十一届、十二届全国政协常务委员。其中2008年他当选第十一届全国政协常务委员，代表对外友好界，分入第四十七组。

## 艺术成就
袁熙坤长期从事艺术创作及国际文化交流，从海外收购上千件文物回中国，筹资创办了中国最大的民间艺术博物馆北京金台艺术馆，并担任馆长。他还曾经组织承办过“印度国庆日招待会”、“白俄罗斯美术作品展”等百余次文化活动，获中华人民共和国外交部和中华人民共和国文化部的肯定及表彰。他曾应邀为152位国际政要写生创作水墨肖像画，并请被绘者在画上签名；在美国纽约联合国总部及德国柏林博物馆举办《人与自然》个人画展；出版《怎样画动物》、《熙坤速写》、《“肖像外交大使”——袁熙坤的艺术及社会活动》等等著作。他还应邀塑造了五十多位国父级世界名人的塑像，其世界名人雕塑被各国博物馆、广场收藏并安放，受到有关国家政要的重视。他曾获得十多个国家总统授予的最高荣誉勋章及文化部门颁发的艺术奖章，是中国因雕塑而获外国总统最高荣誉勋章、文化部门艺术奖章最多的艺术家。

## 荣誉

### 外国勋章奖章

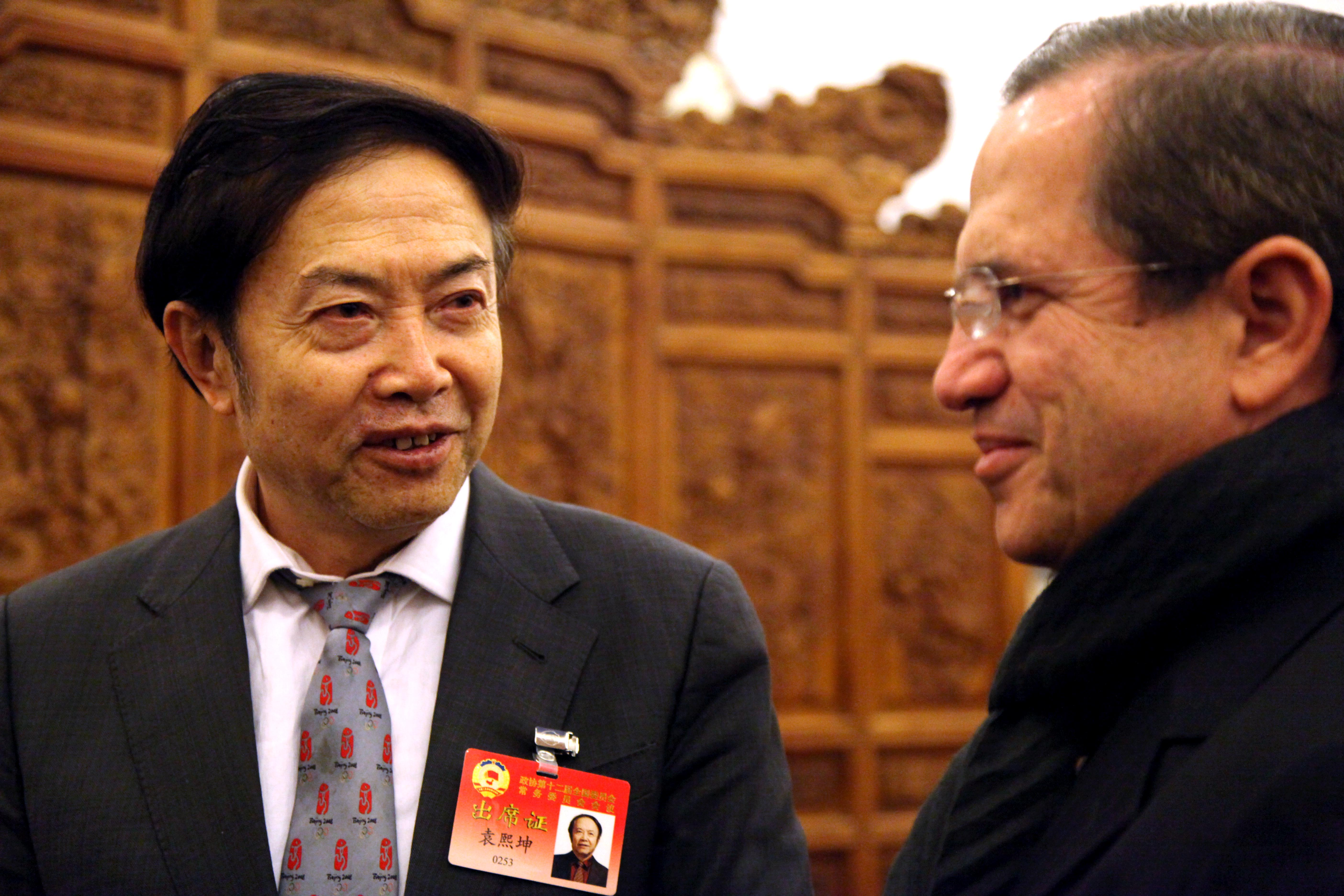
2013年11月18日，在埃罗依·阿尔法罗将军雕塑献花仪式后，厄瓜多尔外交及移民部部长里卡多·帕蒂尼奥（Ricardo Patiño，右）代表厄瓜多尔政府及人民在北京金台艺术馆向袁熙坤（左）授予荣誉奖牌

- 三等功绩勋章（乌克兰，2008年8月6日公布[5]）
- 乌拉圭东岸共和国奖章（乌拉圭，2016年10月7日批准[6]）
- 一等弗朗西斯科·德米兰达勋章（委内瑞拉，2021年4月19日于北京颁发[7]）
- 友谊勋章（阿塞拜疆，2021年5月24日于北京颁发[8]）